# 다르부 공식
수학의 해석학에서 다르부 공식(Darboux's formula)은 적분을 사용하여 무한 급수를 합산하거나 무한 급수를 사용하여 적분을 평가하기 위하여 가스통 다르부(Gston Darboux)에 의하여 도입된 공식이다. 이 식은 오일러-매클로린 공식을 복소수 평면에 일반화한 것인데, 오일러-매클로린 공식은 다르부 공식과 유사한 목적으로 사용되며, 특정한 피적분 함수에 대하여 부분적분을 반복적으로 적용하는 유사한 방식으로 유도된다. 다르부의 공식은 미적분학에서 테일러 급수를 유도하기 위해서도 사용될 수 있다.

## 기술
만일 φ ( t )가 n 차 다항식이고 f 가 해석 함수이면
{\displaystyle {\begin{aligned}&\sum _{m=0}^{n}(-1)^{m}(z-a)^{m}\left[\varphi ^{(n-m)}(1)f^{(m)}(z)-\varphi ^{(n-m)}(0)f^{(m)}(a)\right]\\={}&(-1)^{n}(z-a)^{n+1}\int _{0}^{1}\varphi (t)f^{(n+1)}\left[a+t(z-a)\right]\,dt.\end{aligned}}}
이 공식은 부분적분을 반복적으로 수행하여 증명할 수 있다.

## 특수한 상황
다르부 공식에서 φ 를 베르누이 다항식으로 취하면 오일러-매클로린 공식이 된다 . φ 를 ( t - 1) n 로 취하면, 이 공식은 테일러 급수에 대한 공식이 된다.

## 참고 문헌
- Darboux (1876), “Sur les développements en série des fonctions d'une seule variable”, 《Journal de Mathématiques Pures et Appliquées》 3 (II): 291–312
- Whittaker, E. T. and Watson, G. N. "A Formula Due to Darboux." §7.1 in A Course in Modern Analysis, 4th ed. Cambridge, England: Cambridge University Press, p. 125, 1990.